# Fierzë, Tropojë
Fierzë, Tropojë là một xã trong quận Tropojë thuộc hạt Kukës, Albania. Dân số năm 2005 là 2350 người.